# Oonops chilapensis
Oonops chilapensis là một loài nhện trong họ Oonopidae.
Loài này thuộc chi Oonops. Oonops chilapensis được miêu tả năm 1936 bởi Ralph Vary Chamberlin & Ivie.